# Droga wojewódzka 475
Die Droga wojewódzka 475 (DW 475) ist eine einen Kilometer lange Droga wojewódzka (Woiwodschaftsstraße) in der polnischen Woiwodschaft Niederschlesien, die den Bahnhof in Pęgów mit der Droga wojewódzka 342 verbindet. Die Strecke liegt im Powiat Trzebnicki.

## Streckenverlauf
Woiwodschaft Niederschlesien, Powiat Trzebnicki
-  Pęgów (Hennigsdorf) (DW 341, DW 342)